# Abdij van Onze-Lieve-Vrouw van Epinlieu

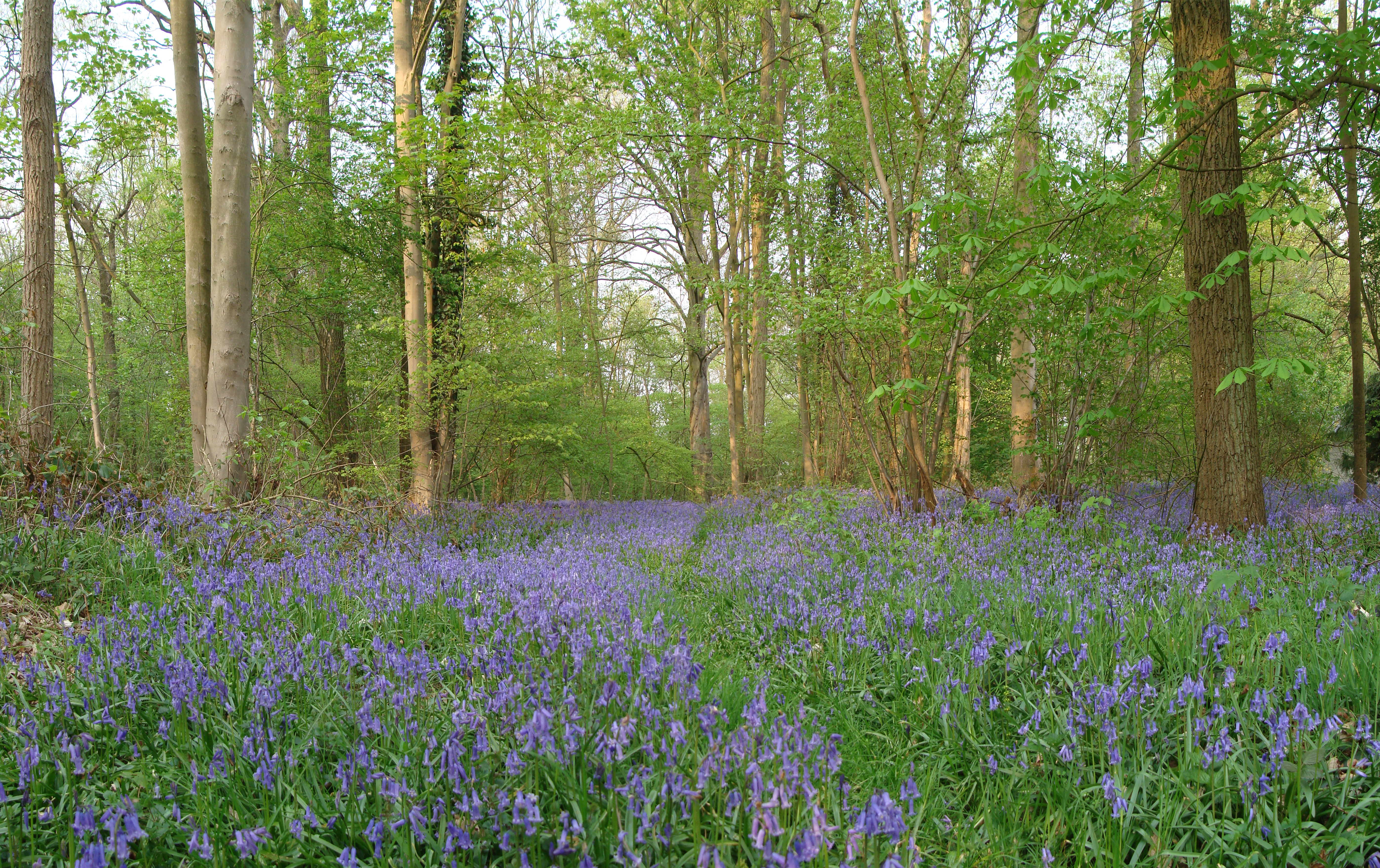
Bos van Ghlin

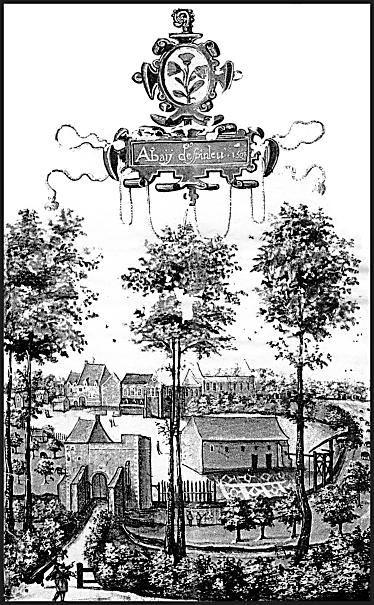
Abdij van Epinlieu (Ghlin)

De Abdij van Onze-Lieve-Vrouw van Epinlieu (1216-1795) was een abdij van cisterciënzerinnen in het graafschap Henegouwen. Het heeft 2 sites gehad: de eerste in Ghlin nabij Bergen (1216-1677) en de tweede in het centrum van Bergen (1677-1795).

## Ghlin
Beatrix van Lens stichtte in 1216 in de bossen van Ghlin de abdij voor vrouwelijke cisterciënzers binnen de orde van Cîteaux. Het lag aan de toen visrijke rivier Hene, met drinkbaar water. Deze eerste site lag in de buurt van de stadsmuren van Bergen. Beatrix vond dit de meest geschikte plaats in de streek van Bergen. Ze werd vrij snel vergezeld van andere religieuzen. Haar bruidsschat ging op in de financiering van de stichting. De steun van de heren van Lens had ze: Gauthier II van Lens en zijn broer Hugues steunden de abdij financieel. Ook Johanna, gravin van Vlaanderen en Henegouwen, steunde het project. 
De naam van de abdij Epinlieu vindt haar oorsprong in de Latijnse naam: spinosus locus of doornenplaats. 
Het is de nabijheid bij de stadspoorten van Bergen die ertoe leidde dat de abdij meerdere malen beschadigd werd door krijgsgeweld. Carlos de Gurrea, landvoogd van de Spaanse Nederlanden, vond het ronduit gevaarlijk zulk een bouwwerk te hebben nabij Bergen. Het kon dienen als voorpost van een vijandig leger. Carlos de Gurrea liet de abdij afbreken om militair-strategische redenen, met akkoord van de burgers van Bergen (1677). In de 19e eeuw werd de site verkocht aan particulieren.

## Bergen
De religieuzen verhuisden naar hun refugiehuis in het centrum van Bergen, in de Rue des Cinq-Visages (1677). Dit huis bouwden ze uit tot een cisterciënzerinnenabdij. Begin 18e eeuw bouwden ze een nieuwe residentie voor de abdis en een barokke toegangspoort. Deze residentie bestaat vandaag nog.
Met de annexatie van het graafschap Henegouwen door Frankrijk, schaften de Fransen de abdij af (1795). Het gebouw werd deels afgebroken en kreeg meerdere openbare functies. Vandaag is deze site een muziekschool.